# Hells Canyon
Der Hells Canyon (deutsch Höllenschlucht) ist mit 2438 Metern die tiefste von einem Fluss eingegrabene Schlucht Nordamerikas. Er liegt größtenteils im US-Bundesstaat Oregon, unmittelbar an der Grenze zu Idaho. Er ist unter dem Namen Hells Canyon National Recreation Area als großflächiges Erholungsgebiet ausgewiesen. 
Auf einer Strecke von etwa 250 Kilometern hat der Snake River in Millionen von Jahren diese Schlucht gegraben. Der Canyon wird als Grenze zwischen den Wallowa Mountains in Oregon, orographisch linksseitig und Seven Devils Mountains in Idaho, orographisch rechts, begrenzt. Das Gebiet wird von keiner Straße durchquert; nur drei Stichstraßen führen an den Canyon.
Durch die großen Entfernungen von Canyonrand zu Canyonrand – im Durchschnitt ca. fünfzehn Kilometer – bildet die Schlucht keinen so spektakulären Anblick wie der weniger tiefe Grand Canyon. Auch hat der Snake River nicht so viele Nebenarme wie der Colorado River, weswegen das Canyongebiet nicht so weit verzweigt ist wie beim Grand Canyon. 
Zu den geologischen Besonderheiten des Hells Canyon gehören die Basaltformationen an den Felshängen des unteren Snake River. Es handelt sich hier um Reste vulkanischer Lava, die vor etwa 174 Millionen Jahren den Pazifischen Nordwesten bedeckte.
Der Canyon wurde 1975 als Schutzgebiet vom Typ eines National Recreation Area gewidmet und ein Teil davon wiederum als Wilderness Area. Die Schutzgebiete werden vom Bureau of Land Management und dem US Forest Service betreut.